# Museo Sadberk Hanım
El Museo Sadberk Hanım (en turco Sadberk Hanım Müzesi) es uno de los museos de Turquía. Está ubicado en la ciudad de Estambul. 

## Colecciones
Este museo fue creado por la Fundación Vehbi Koç para albergar la colección personal de artesanía tradicional de Sadberk, la esposa de Vehbi Koç. Se inauguró en 1980 en un edificio residencial de madera pero en 1983 se amplió con la compra de la colección de objetos arqueológicos y monedas de Hüseyin Kocabaş. Por ello, se tuvo que restaurar otro edificio contiguo para albergar las obras de dicha colección.
Así pues, este museo se distribuye en dos edificios: en el edificio Sevgi Gönül se encuentran objetos de diferentes civilizaciones de Anatolia que abarcan una cronología comprendida entre el 6000  a. C. y el imperio bizantino. Entre ellos se encuentran figurillas, recipientes de cerámica y de metal, objetos de vidrio, estelas funerarias, tablillas, adornos, objetos votivos, esculturas y monedas.
|                                           |
| Vasija con forma femenina del Calcolítico |

|                                                 |
| Modelo de un carro con bueyes de la prehistoria |

|                                |
| Adorno del periodo helenístico |

Por otra parte, en la mansión Azaryan se hallan los objetos pertenecientes a los periodos turco-islámicos. Destaca la importante colección de cerámica de Iznik. Del periodo otomano sobresalen los objetos de plata con monogramas y los tombak, así como algunas obras de porcelana china de esta época. También hay vestidos, bordados y otros tejidos tradicionales del periodo otomano.
|                            |
| Pieza de cerámica de Iznik |

|                                                                               |
| Candelero de latón, oro y plata, de los siglos XIII o XIV procedente de Siria |

|                                                  |
| Hilya (panel de caligrafía) del periodo otomano. |